# 大山敷太郎
大山 敷太郎（おおやま しきたろう、1902年12月1日 - 1975年1月31日）は、日本の経済学・経済史学者。

## 経歴
出生から修学期
1902年、愛知県渥美郡花田村で生まれた。京都帝国大学経済学部で学び、1928年に卒業した。同大学大学院に進学。
経済学者として
1932年、京都帝国大学経済学部の助手に採用された。1933年から1940年まで、大蔵省の委託で『明治・大正財政史』の編纂にあたった。1941年、立命館大学経済学部教授に就いた。1950年、学位論文『近世交通経済史論』を立命館大学に提出して経済学博士の学位を取得。戦後の1956年、甲南大学経済学部教授。1973年に甲南大を定年退職し、名誉教授となった。1975年に死去。

## 受賞・栄典
- 1970年：『幕末財政金融史論』で日本学士院賞受賞[7]。
- 1975年1月31日：正五位、勲三等旭日中綬章[8]

## 家族・親族
- 長男：大山喬平は日本史研究者。

## 著作
著書
- 『近世交通経済史論』国際交通文化協会 1941
  - 再版 柏書房 1967
- 『農兵論』東洋堂 1942
- 『近世日本の社会・経済思想 封建社会意識の発展過程に関する一研究』社会文化学会 1949
- 『日本経済史大網』第1分冊 三和書房 1949
- 『経済史大綱』三和書房 1954
- 『鉱業労働と親方制度「日本労働関係論」鉱業篇』有斐閣 1964
- 『京都維新読本』雄渾社 1968
- 『幕末財政金融史論』ミネルヴァ書房 1969
- 『一般経済史概説』同朋舎 1970
- 『日本経済の近代化序説』同朋舎 1970
- 『幕末財政史研究』思文閣 1974

編纂
- 『若山儀一全集』(全2巻) 編、東洋経済新報社 1940

論文
- <大山敷太郎